# Lobelia mcvaughii
Lobelia mcvaughii là loài thực vật có hoa trong họ Hoa chuông. Loài này được T.J.Ayers mô tả khoa học đầu tiên năm 1987.